# Celles qui restent
 Celles qui restent es una película documental, coproducción de Francia, Italia y Bélgica filmada en colores dirigida por Ester Sparatore sobre su propio guion que se estrenó en Francia el 8 de abril de 2019. Fue filmada en las ciudades de Túnez y Sfax, y trata sobre la trágica historia de las tunecinas que reclaman saber qué pasó a sus esposos e hijos de los que no supieron más después que salieron en un barco hacia Europa. 

## Sinopsis
El esposo de Om El Khir partió un día en barco de Túnez dirigiéndose a Europa y desapareció dejándola con sus tres hijos. Al no tener noticia alguna de su marido, junto a otras 503 tunecinas –mayormente, madres de desaparecidos- lucha por saber la verdad acerca de su destino para que su pérdida no haya sido en vano. La película sigue dos aspectos interdependientes, su vida privada y su acción pública junto a otras mujeres.

## Comentarios
La directora Ester Sparatore escribió sobre el filme:

”es un cambio en la forma de observar el fenómeno inmigratorio: en lugar de centrarse en los que se van, se centran en los que optan por permanecer en su tierra natal. Utilizo el contexto sociopolítico como una puerta de entrada a una situación específica de dificultades y la búsqueda de justicia….Es un viaje a la vida de una mujer, cuya vida cotidiana ha cambiado radicalmente después de la muerte de su esposo.

Melita Zajc en Modern Times Review opinó del filme:

”…una de sus cualidades más peculiares es cómo se visualizan las emociones de cuidado, miedo, amor y amistad al mostrar a las mujeres en el trabajo: cocinar, hacer una cama, desempacar la ropa de sus hijos. ... Es realmente fascinante cómo la película logra proporcionar toda la información necesaria mediante la simple observación de la actividad ordinaria sin comentarios, títulos o enfoque directo de la cámara. Aprendemos todo a través de Om El Khir mientras la seguimos en mandados, en reuniones y protestas callejeras, observando y escuchando discusiones organizacionales, disputas entre los activistas y malentendidos sobre los lugares. La narración está meticulosamente estructurada en dos direcciones paralelas. Conocemos a Om El Khir más personalmente a través de la película: se relaja más e incluso la vemos tocando en una banda y bailando. Simultáneamente, la lucha por la información sobre los desaparecidos se hace más pública…vemos a familiares …sosteniendo carteles con retratos de los desaparecidos, sentados frente a los automóviles, frente a sus conciudadanos que quieren hacer sus recados…, esto proporciona un análisis único de la protesta de un pueblo.

## Exhibiciones, premios y reconocimientos
La película fue exhibida en el marco de la competición internacional de largometrajes del Festival Visiones de la Realidad -Visions du Réel- 2019 en Nyon, Suiza.